# Gran Premio motociclistico di Svezia 1979
Il Gran Premio motociclistico di Svezia fu il nono appuntamento del motomondiale 1979.
Si svolse il 21 e 22 luglio 1978 sul Circuito di Karlskoga (sabato 21 la 250, domenica 22 le altre classi). Corsero le classi 125, 250, 500 e sidecar B2A.
In 500 Barry Sheene approfittò dei problemi di Virginio Ferrari (ritirato con il motore bloccato) e di Kenny Roberts (penalizzato da problemi alla sospensione posteriore) per vincere la seconda gara stagionale. Con il quarto posto Roberts scavalcò Ferrari nella classifica iridata.
Nella 250 Graziano Rossi vinse autorevolmente nonostante un "dritto" a inizio gara.
Ritorno alla vittoria in 125 per Pier Paolo Bianchi: il riminese non vinceva un GP da esattamente un anno. Assente Ángel Nieto, infortunatosi in una gara non iridata (la sua moto fu affidata allo svizzero Bruno Kneubühler).
Nei sidecar "tradizionali" prima vittoria iridata per Jock Taylor.

## Classe 500
30 piloti alla partenza, 13 al traguardo.

### Arrivati al traguardo
| Pos. | Pilota            | Moto   | Tempo      | Punti |
| ---- | ----------------- | ------ | ---------- | ----- |
| 1    | Barry Sheene      | Suzuki | 55' 27" 66 | 15    |
| 2    | Jack Middelburg   | Suzuki | +4" 96     | 12    |
| 3    | Boet van Dulmen   | Suzuki | +7" 06     | 12    |
| 4    | Kenny Roberts     | Yamaha | +25" 82    | 8     |
| 5    | Steve Parrish     | Suzuki | +27" 67    | 6     |
| 6    | Randy Mamola      | Suzuki | +35" 48    | 5     |
| 7    | Marco Lucchinelli | Suzuki | +1' 04" 14 | 4     |
| 8    | Ikujiro Takai     | Yamaha | +1' 07" 78 | 3     |
| 9    | Christian Sarron  | Yamaha | +1' 08" 02 | 2     |
| 10   | Seppo Rossi       | Suzuki | +1 giro    | 1     |
| 11   | Lennart Bäckström | Suzuki | +1 giro    |       |
| 12   | Alan North        | Suzuki | +1 giro    |       |
| 13   | Willem Zoet       | Suzuki | +1 giro    |       |

### Ritirati
| Pilota             | Moto       | Motivo ritiro      |
| ------------------ | ---------- | ------------------ |
| Gustav Reiner      | Suzuki     |                    |
| Philippe Coulon    | Suzuki     | caduta             |
| Kenny Blake        | Suzuki     | problemi al motore |
| Erik Björn Paulsen | Suzuki     | problemi al motore |
| Odd Arne Lände     | Suzuki     | problemi al motore |
| Wil Hartog         | Suzuki     | caduta             |
| Graziano Rossi     | Morbidelli | problemi al motore |
| Didier de Radiguès | Yamaha     | problemi al motore |
| Peter Sköld        | Suzuki     | problemi al motore |
| Johnny Cecotto     | Yamaha     |                    |
| Dennis Ireland     | Suzuki     | problemi al motore |
| Peter Sjöström     | Suzuki     | problemi al motore |
| Chris Fisker       | Suzuki     | problemi al motore |
| Tony Head          | Suzuki     | problemi al motore |
| Michel Rougerie    | Suzuki     | problemi al motore |
| Virginio Ferrari   | Suzuki     | problemi al motore |
| Franco Uncini      | Suzuki     | caduta             |

### Non qualificati
| Pilota       | Moto   |
| ------------ | ------ |
| Jon Ekerold  | Yamaha |
| Timo Pohjola | Suzuki |
| Max Wiener   | Suzuki |

## Classe 250
30 piloti alla partenza, 18 al traguardo.

### Arrivati al traguardo
| Pos | Pilota              | Moto       | Tempo      | Punti |
| --- | ------------------- | ---------- | ---------- | ----- |
| 1   | Graziano Rossi      | Morbidelli | 49' 46" 37 | 15    |
| 2   | Gregg Hansford      | Kawasaki   | +3" 83     | 12    |
| 3   | Patrick Fernandez   | Yamaha     | +32" 28    | 10    |
| 4   | Anton Mang          | Kawasaki   | +36" 92    | 8     |
| 5   | Kork Ballington     | Kawasaki   | +43" 68    | 6     |
| 6   | Christian Estrosi   | Kawasaki   | +58" 85    | 5     |
| 7   | Jean-François Baldé | Kawasaki   | +1' 01" 18 | 4     |
| 8   | Roland Freymond     | Yamaha     | +1 giro    | 3     |
| 9   | Olivier Chevallier  | Yamaha     | +1 giro    | 2     |
| 10  | Eero Hyvärinen      | Yamaha     | +1 giro    | 1     |
| 11  | Vic Soussan         | Yamaha     | +1 giro    |       |
| 12  | Eilert Rundstedt    | Yamaha     | +1 giro    |       |
| 13  | Tony Head           | Yamaha     | +1 giro    |       |
| 14  | Lennart Bäckström   | Yamaha     | +1 giro    |       |
| 15  | Chas Mortimer       | Yamaha     | +1 giro    |       |
| 16  | Alan North          | Yamaha     | +1 giro    |       |
| 17  | Olivier Liégeois    | Yamaha     | +1 giro    |       |
| 18  | Göran Tunhage       | Yamaha     | +2 giri    |       |

### Ritirati
| Pilota             | Moto   | Motivo ritiro      |
| ------------------ | ------ | ------------------ |
| Randy Mamola       | Yamaha |                    |
| Paolo Pileri       | MBA    | caduta             |
| Richard Hubin      | Yamaha |                    |
| Walter Villa       | Yamaha | problemi alla moto |
| Jean-Marc Toffolo  | Yamaha |                    |
| Åke Grahn          | Yamaha |                    |
| Bengt Elgh         | Yamaha |                    |
| René Delaby        | Yamaha |                    |
| Pentti Korhonen    | Yamaha |                    |
| Barry Woodland     | Yamaha |                    |
| Reino Eskelinen    | Yamaha |                    |
| Didier de Radiguès | Yamaha |                    |
| Peter Sköld        | Yamaha |                    |
| Alf Graarud        | Yamaha |                    |

## Classe 125
30 piloti alla partenza, 11 al traguardo.

### Arrivati al traguardo
| Pos | Pilota                       | Moto       | Tempo      | Punti |
| --- | ---------------------------- | ---------- | ---------- | ----- |
| 1   | Pier Paolo Bianchi           | Minarelli  | 49' 02" 60 | 15    |
| 2   | Jean-Louis Guignabodet       | Morbidelli | +21" 15    | 12    |
| 3   | Thierry Noblesse             | Morbidelli | +23" 19    | 10    |
| 4   | August Auinger               | Morbidelli | +40" 06    | 8     |
| 5   | Eugenio Lazzarini            | Morbidelli | +44" 43    | 6     |
| 6   | Clive Horton                 | Morbidelli | +52" 11    | 5     |
| 7   | Barry Smith                  | Morbidelli | +58" 64    | 4     |
| 8   | Stefan Jansen                | Morbidelli | +1' 34" 93 | 3     |
| 9   | Gianpaolo Marchetti          | MBA        | +3' 58" 41 | 2     |
| 10  | Johnny Wickström             | Morbidelli | +1 giro    | 1     |
| 11  | Fernando González De Nicolás | Morbidelli | +1 giro    |       |

### Ritirati
| Pilota                | Moto       | Motivo ritiro                 |
| --------------------- | ---------- | ----------------------------- |
| Ricardo Tormo         | Bultaco    | caduta                        |
| Gert Bender           | Bender     | caduta                        |
| Bruno Kneubühler      | Minarelli  | caduta                        |
| Hans Müller           | MBA        | caduta                        |
| Per-Edvard Carlsson   | MBA        | caduta                        |
| Matti Kinnunen        | MBA        | caduta                        |
| Stefan Dörflinger     | Morbidelli |                               |
| Guy Bertin            | Motobécane |                               |
| Jan Bäckström         | Morbidelli |                               |
| Auno Hakala           | Morbidelli |                               |
| Maurizio Massimiani   | MBA        | perdita della leva del cambio |
| Marc-Anton Constantin | Morbidelli |                               |
| Walter Koschine       | Fantic     |                               |
| Roland Olsson         | Morbidelli |                               |
| Lars Carlsson         | Morbidelli |                               |
| Ernst Fagerer         | MBA        |                               |
| Jan Huberts           | MBA        |                               |
| Kees van de Ven       | Morbidelli |                               |
| Harald Bartol         | Morbidelli |                               |
| Reiner Koster         | MBA        |                               |
| Wolfgang Glawaty      | MBA        |                               |
| Yves Dupont           | Morbidelli |                               |
| Patrick Plisson       | Morbidelli |                               |
| Tore Alexandersson    | Morbidelli |                               |
| Patrick Hérouard      | Morbidelli |                               |
| Berndth Börjesson     | Morbidelli |                               |
| Johnny Svensson       | Rotax      |                               |

## Classe sidecar B2A
La prima vittoria nel motomondiale di Jock Taylor arriva proprio nel GP in cui esordisce come suo passeggero lo svedese Benga Johansson, ex pilota della classe 125. Taylor si era visto costretto a scegliere un nuovo passeggero dopo che James Neil, preoccupato per i rischi che si corrono in pista, aveva deciso di abbandonare i Gran Premi.
La gara vede anche il ritiro del leader provvisorio della classifica Rolf Steinhausen.

### Arrivati al traguardo
| Pos | Pilota            | Passeggero         | Moto           | Tempo     | Punti |
| --- | ----------------- | ------------------ | -------------- | --------- | ----- |
| 1   | Jock Taylor       | Benga Johansson    | Windle-Yamaha  | 48'39"507 | 15    |
| 2   | Werner Schwärzel  | Andreas Huber      | Yamaha         | 48'42"574 | 12    |
| 3   | Rolf Biland       | Kurt Waltisperg    | Schmid-Yamaha  | 49'18"618 | 10    |
| 4   | Dick Greasley     | John Parkins       | Yamaha         | 49'52"905 | 8     |
| 5   | Egbert Streuer    | Johan van der Kaap | Schmid-Yamaha  | 50'01"810 | 6     |
| 6   | Siegfried Schauzu | Lorenzo Puzo       | Busch-Yamaha   | 50'06"364 | 5     |
| 7   | Michel Vanneste   | Paul Gérard        | Busch-Suzuki   | 50'07"944 | 4     |
| 8   | Björn Andersson   | Lars Nordström     | Yamaha         | +1 giro   | 3     |
| 9   | Roine Larsson     | Håkan Bjargestad   | Yamaha         | +2 giri   | 2     |
| 10  | Göte Brodin       | Billy Gällros      | Krauser-Yamaha | Ritirati  | 1     |